# Papežská rada pro pastoraci zdravotníků
Papežská rada pro pastoraci zdravotníků (lat. Pontificium Consilium pro Valetudinis Administris) je dikasterium římské kurie která má za úkol starat se o pastoraci zdravotníků.

## Historie
Byla zřízena 11. února 1985, papežem Janem Pavlem II. motem propriem Dolentium Hominum, který roku 1988 reformoval Papežskou komisy pro pastoraci asistentů pracovníků péče o zdraví do dnešní podoby. Apoštolská konstituce Pastor Bonus popisuje činnosti rady jako
- Čl. 152 – Papežská rada pro pastoraci zdravotníků ukazuje starostlivost církveo nemocné tím, že pomáhá těm kteří slouží nemocným a trpícím, tak aby jejich apoštolát milosrdenství byl stále učinější a reagoval na potřeby lidí.
- Čl. 153 – § 1. Rada šíří učení církve na duchovní a morální aspekty nemocných, jakož i smysl lidského utrpení.

Papežská rada vysvětluje a obhajuje učení církve o zdravotních problémech. Rovněž sleduje a studuje programy a iniciativy zdravotní politiky na mezinárodní i národní úrovni, s cílem vynutit význam pro pastorační péči církve.

## Zrušení
Dne 17. srpna 2016 zřídil papež František nové Dikasterium pro službu integrálnímu lidskému rozvoji, do nějž byla tato papežská rada včleněna a zanikla k 1. lednu 2017.

## Seznam předsedů
- Eduardo Francisco Pironio (1985–1989)
- Fiorenzo Angelini (1985–1989) pro-předseda
- Fiorenzo Angelini (1989–1996)
- Javier Lozano Barragán (1997–2009)
- Zygmunt Zimowski (2009–2016)

## Seznam sekretářů
- José Luis Redrado Marchite (1986–2011)
- Jean-Marie Mate Musivi Mpendawatu (2011–2016)

### Seznam podsekretářů
- Felice Ruffini (1985–2009)
- Jean-Marie Mate Musivi Mpendawatu (2009–2011)
- Augusto Chendi (2011–2016)